# スコットランド開発公社
スコットランド開発公社（SE, Scottish Enterprise）は、スコットランドにおける主要な経済開発のための機関であるl。同様の役割を担う機関としては、スコットランド北部のハイランド地方および島嶼部に活動範囲を絞ったハイランド開発公社（HIE, Highlands and Islands Enterprise）もある。
スコットランド開発公社は、1990年の「Enterprise and New Towns (Scotland) 」条例の可決をうけて設置され、1991年4月1日に操業を開始した。団体としては、旧スコットランド開発機関（SDA, Scottish Development Agency）と旧スコットランド職業訓練機関（STA, Scottish Training Agency）を統合したものである。スコットランド政府の運輸・生涯学習省（Transport and Lifelong Learning Department）から財政援助をうける特殊法人である。

## 目的と目標
スコットランド開発公社の設立に際する目的と目標は、
- スコットランドにおける新規ビジネスを援助・奨励し、軌道に乗せること。
- スコットランドにおける既存のビジネスを援助・奨励すること。
- グローバル化したビジネス競争に打ち勝つために必要な知識と技術を、学生や専門家といった人々が身につけることを助けること。
- スコットランドのビジネスが世界経済の中で影響力を発揮できるように援助すること。

である。

## 組織
スコットランド開発公社の本部は、グラスゴーの中央駅の近く、クライド河と高速道路M8が交差するアトランティック・キイにある。この場所は戦略的な方針に沿って決定されたが、公社の業務は12の地方公社によって構成されるネットワークによって、スコットランド全土に拡大されている。それぞれの地方公社は独自に役員会と運営主体を持ち、地域ごとの特色に沿って仕事を進めることが優先されている。各公社は、地元経済に貢献する開発、投資、訓練、ビジネスを成長させる諸戦略を推進している。地方公社のリストは以下の通りである。
- Scottish Enterprise Ayrshire（本部 キルマーノック）
- Scottish Enterprise Borders（本部 ガラシールズ）　スコティッシュ・ボーダーズの行政領域も取り扱う
- Scottish Enterprise Dumfries and Galloway（本部 ダンフリース　全ての南西スコットランド、ダンフリーズ・アンド・ガロウェイの行政区域を取り扱う
- Scottish Enterprise Edinburgh and Lothian（本部 エディンバラ）　ウェスト・ロージアン、ミッドロージアン、イースト・ロージアン、エディンバラを取り扱う。
- Scottish Enterprise Fife（本部 グレンラシス）　ファイフ地域を取り扱う。
- Scottish Enterprise Forth Valley（本部 スターリング）　スターリング、フォルカーク、クラックマナンシャイアを取り扱う。
- Scottish Enterprise Glasgow グラスゴーの都市部を取り扱う。
- Scottish Enterprise Grampian（本部 アバディーン）　スコットランド北西部、アバディーン都市部とアバディーンシャイアを取り扱う。
- Scottish Enterprise Lanarkshire（本部 ベルシル）　ノース・ラナークシャイアとサウス・ラナークシャイアを取り扱う。
- Scottish Enterprise Renfrewshire（本部 ペーズリー）　レンフルーシャイア、イースト・レンフルーシャイア、インヴァークライドを取り扱う。
- Scottish Enterprise Dunbartonshire（本部 クライドバンク）　アーガイル・アンド・ビュートの東部、イースト・ダンバートンシャイア、ウェスト・ダンバートンシャイアを取り扱う。
- Scottish Enterprise Tayside（本部 ダンディー）　ダンディーの都市部と、アンガス、パース・アンド・キンロスを取り扱う。

## 財源
スコットランド開発公社の2006年から07年にかけての予算は、5億5千万ポンドである。これは、2005年から06年にかけての予算で生じた3千3百万ポンドの赤字を補填するために増額された。公社は、数多くの議論の的となっており、とりわけ財政赤字については、多くのマスコミにおいて批判的な論陣が張られている。これは、スコットランド議会の委員会討議でも取り上げられ、財政面の不始末に対する非難が広まっていると言える。